# Dicranoptycha nigrogenualis
Dicranoptycha nigrogenualis är en tvåvingeart som beskrevs av Alexander 1949. Dicranoptycha nigrogenualis ingår i släktet Dicranoptycha och familjen småharkrankar. Inga underarter finns listade i Catalogue of Life.